# Росенбад
Росенбад — це будівля в районі Нормалм, що в центрі Стокгольму. Розташована в кварталі Росенбад на вулиці Стремгатан .
Будинок є місцем перебування шведського уряду. Тут розташований кабінет прем'єр-міністра, відбуваються зустрічі уряду і прес-конференції. Тут також розташовані офіси прем'єр-міністра, міністра юстиції, міністра внутрішніх справ і частина Міністерства юстиції. У повному обсязі урядові установи складаються з дванадцяти міністерств, що розташовані в одинадцятьох кварталах. Будівля відзначена Міським музеєм у Стокгольмі, що означає «будівля несе надзвичайно високу культурно-історичну цінність». Станом на осінь 2018 року весь квартал перебудовується і, як очікується, буде готовий до заселення приблизно через три роки. Тим часом діяльність урядових відомств розміщується в сусідніх районах.

## Історія
Назва походить від назви купалень, які знаходилися тут з 1684 року. Вони були власником німецько-мандрівника Крістоффера Тіля, і тоді мали назву, ймовірно, Лілліенбад. Назва була змінена на Росенбад в 1708 році. У Нюрнберзі на початку 16-го століття існував Росенбад, де для досягнення медичного ефекту використовували олії лілій і троянд.

## Архітектура

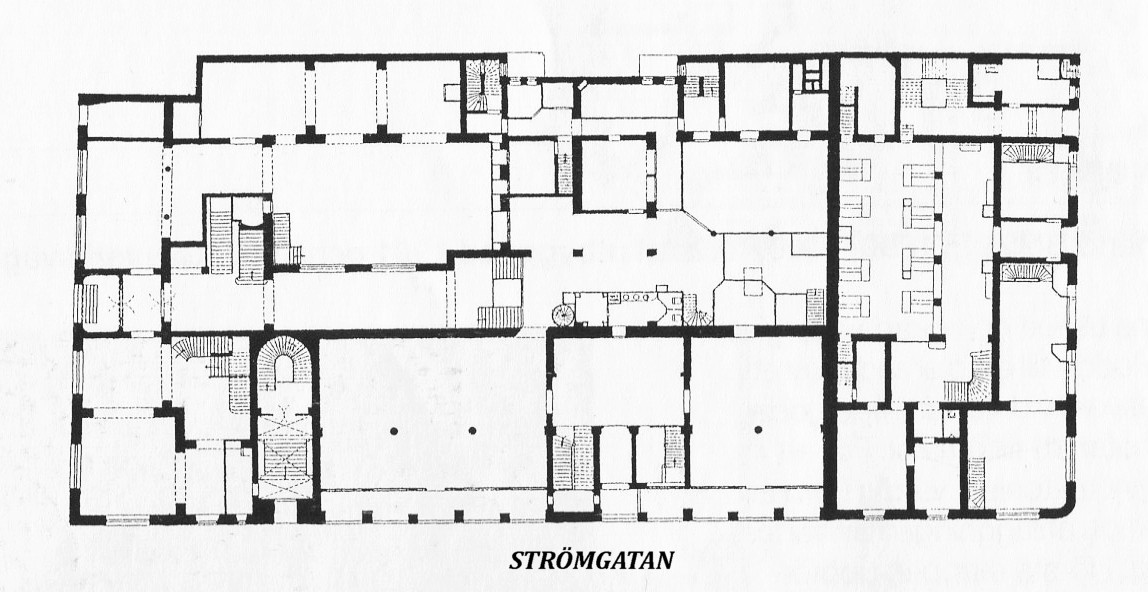
План першого поверху.

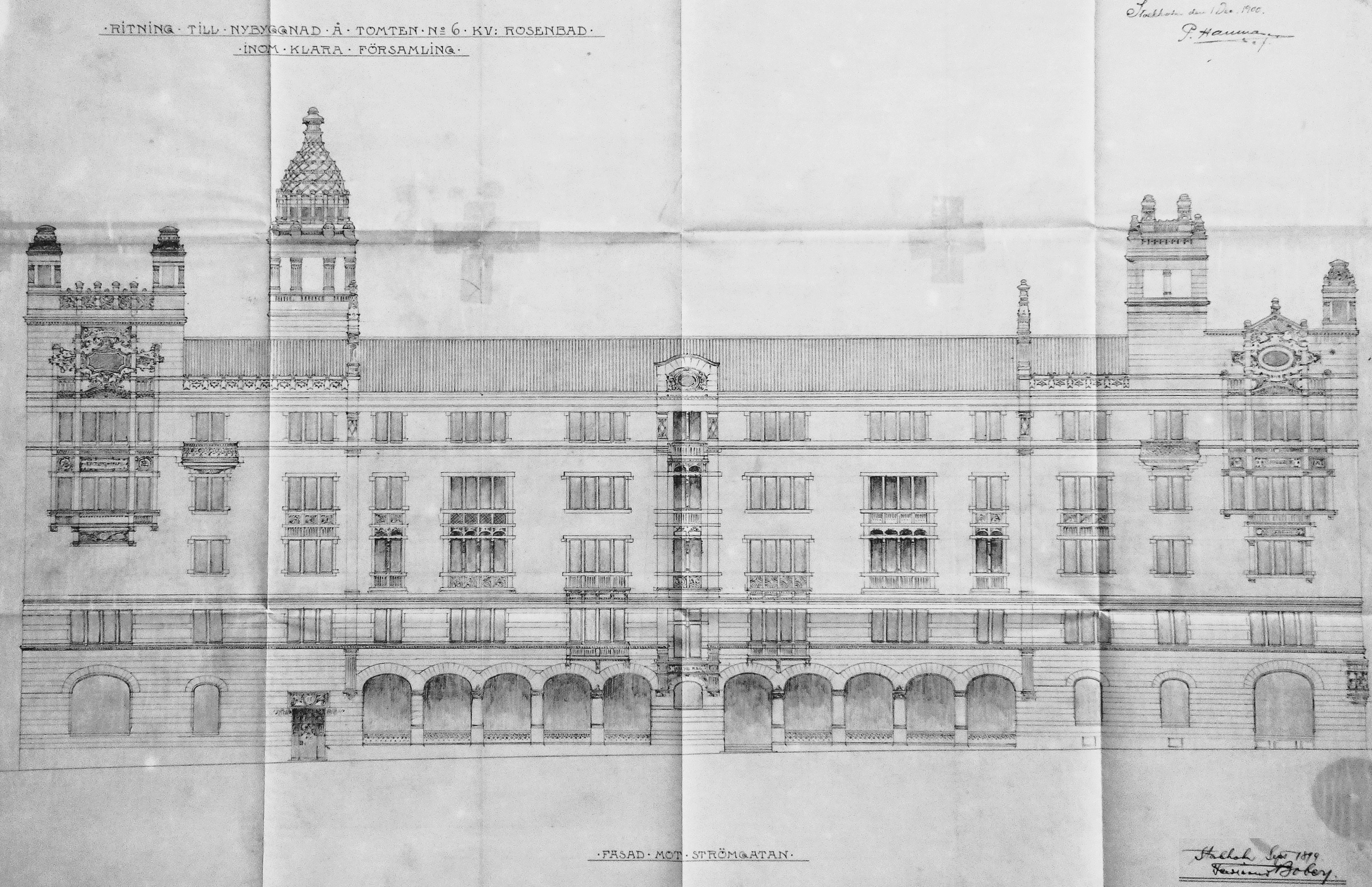
Малюнок Фердинанда Боберга, вересень 1899 року, фасад у напрямку до Стремгатан.

Будівля була спроектована архітектором Фердінаном Бобергом для AB Rosenbad і Nordiska Kreditbanken і завершена в 1902 році. Будинок, побудований на місці колишнього Селянського палацу, займав половину кварталу. Росенбад був побудований відповідно до будівельної програми, яка включала ексклюзивні приватні поверхи, ресторан, кафе, приміщення банку, магазини та офісні приміщення. Доступ до різних видів діяльності можна отримати з різних входів і сходових кліток.
Будівля виконана в стилі модерн і багато прикрашена деталізованими декораціями, вирізаними в світлому червоному і білому пісковику. На куточку будинку в напрямку Стремгатан домінують відкриті башти, які протикають небо шпилями, що є типовою архітектурою Боберга. Весь комплекс будівлі з його розташуванням поруч з Норрстремом нагадує готичний палац у Венеції. Венеційські деталі з'являються особливо в закритій кімнаті ресторану у дворі з мармуровими та мозаїчними настінними покриттями. Кімната відома з публічних виступів уряду. Росенбад носить статус історично-важливого будинку з 1983 року.

## Перетворення в урядову установу

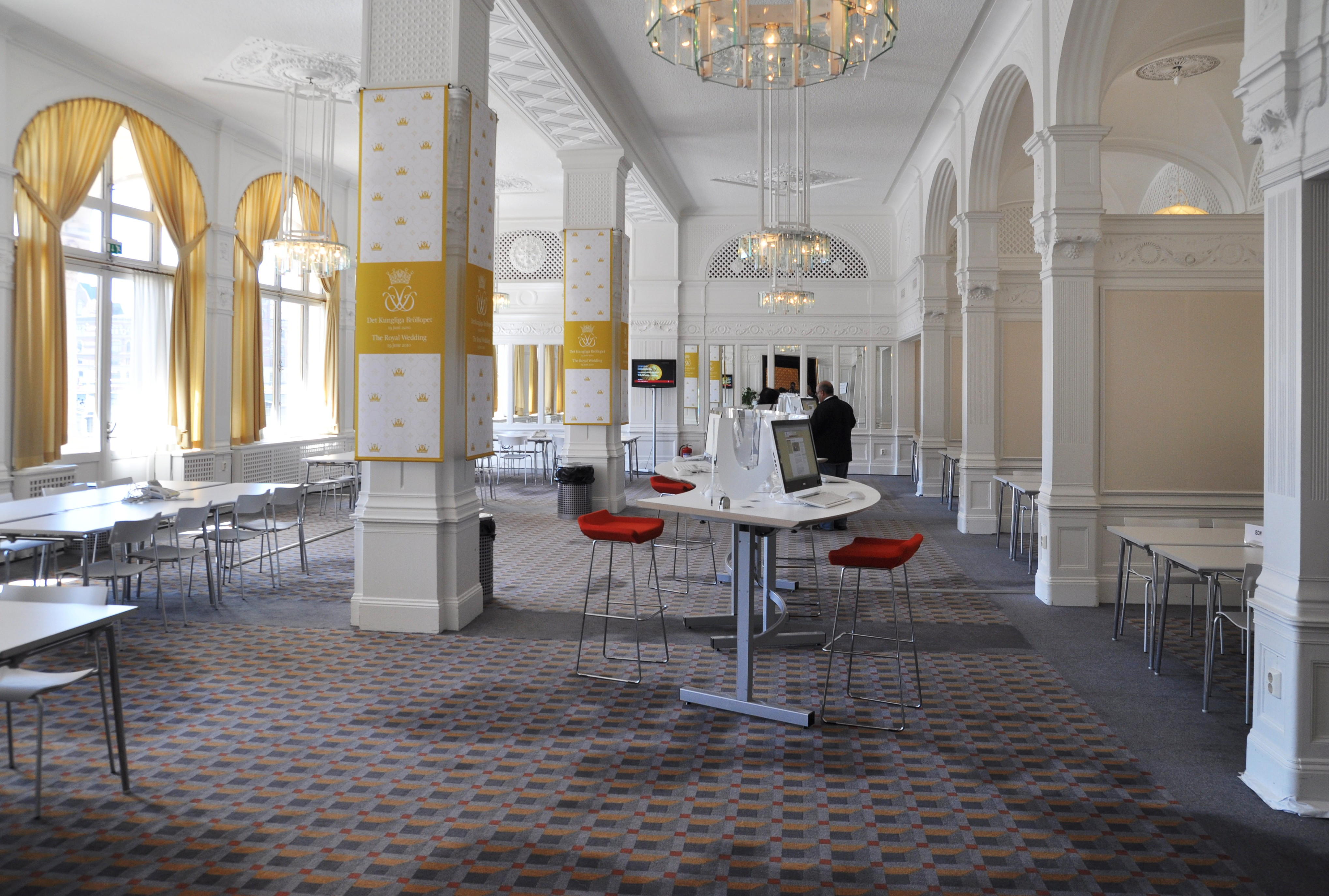
Їдальня в Росенбаді.

Держава почала захоплювати частини Росенбаду в 1919 році, а в 1922 році сюди переїхало знову новостворене Міністерство торгівлі. Адаптацію до державної будівлі забезпечив архітектор Свен Сілоу. У 1956 році ресторанний бізнес в Росенбаді припинився, а урядові установи взяли на себе додаткові частини майна.
Історичним аналогом була Королівська Канцелярія, яка знаходилася в замку Стокгольма. Брак місця незабаром став проблемою, і у 18-тому столітті канцелярія переїхала до Mynthuset, пізніше названого офісом прем'єр міністра, на Mynttorget біля замку.
Протягом 1980—1981 років Росенбад був перетворений у функціональні офісні приміщення для урядових офісів через архітекторів Тенгбом. Перетворення пізніше було переоцінено, і велика кількість оригінальних прикрас була відновлена. У 1981 році канцелярія була покинута назавжди, а офіс прем'єр-міністра був перенесений в Росенбад.

## Деталі фасаду

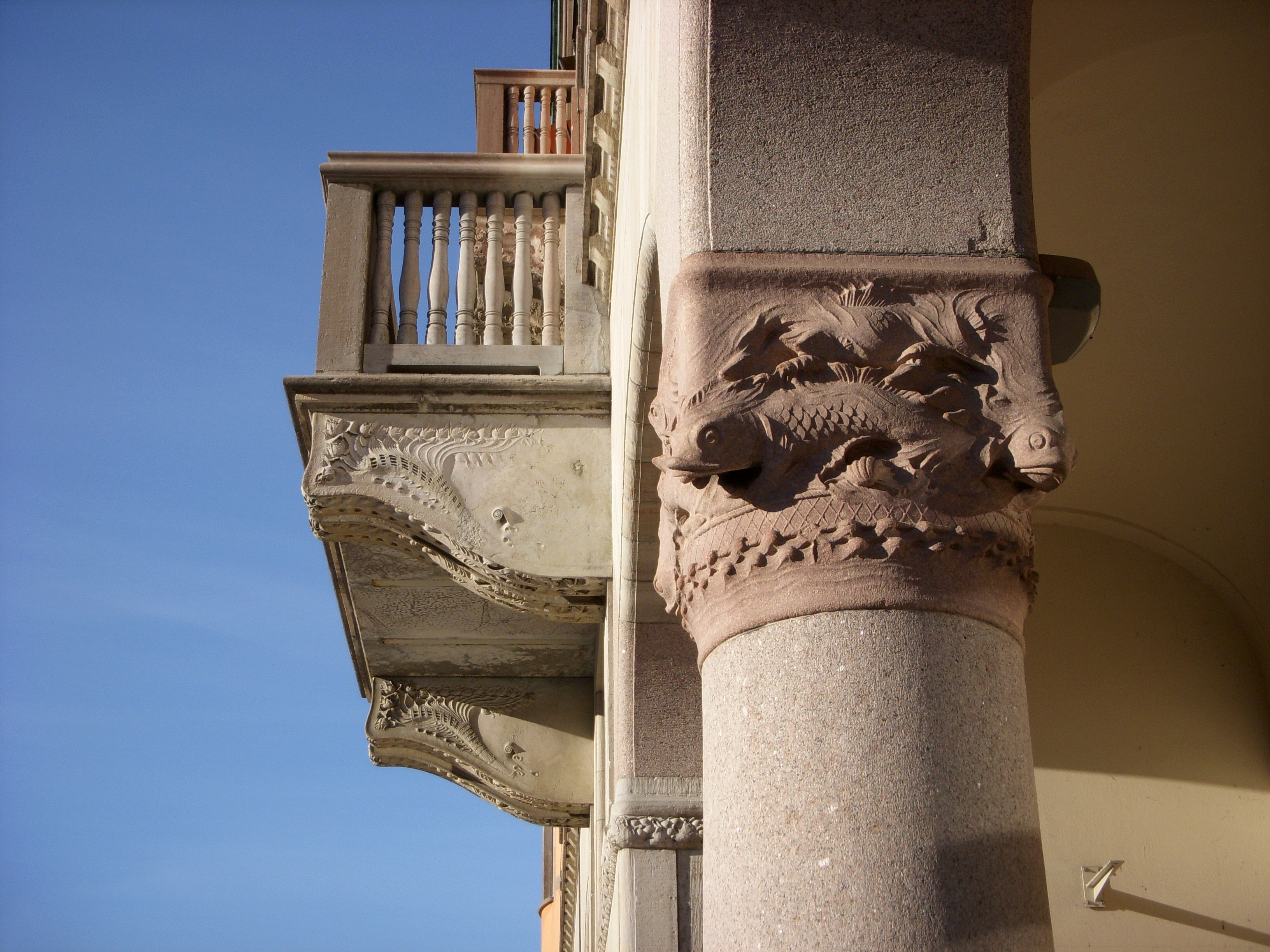
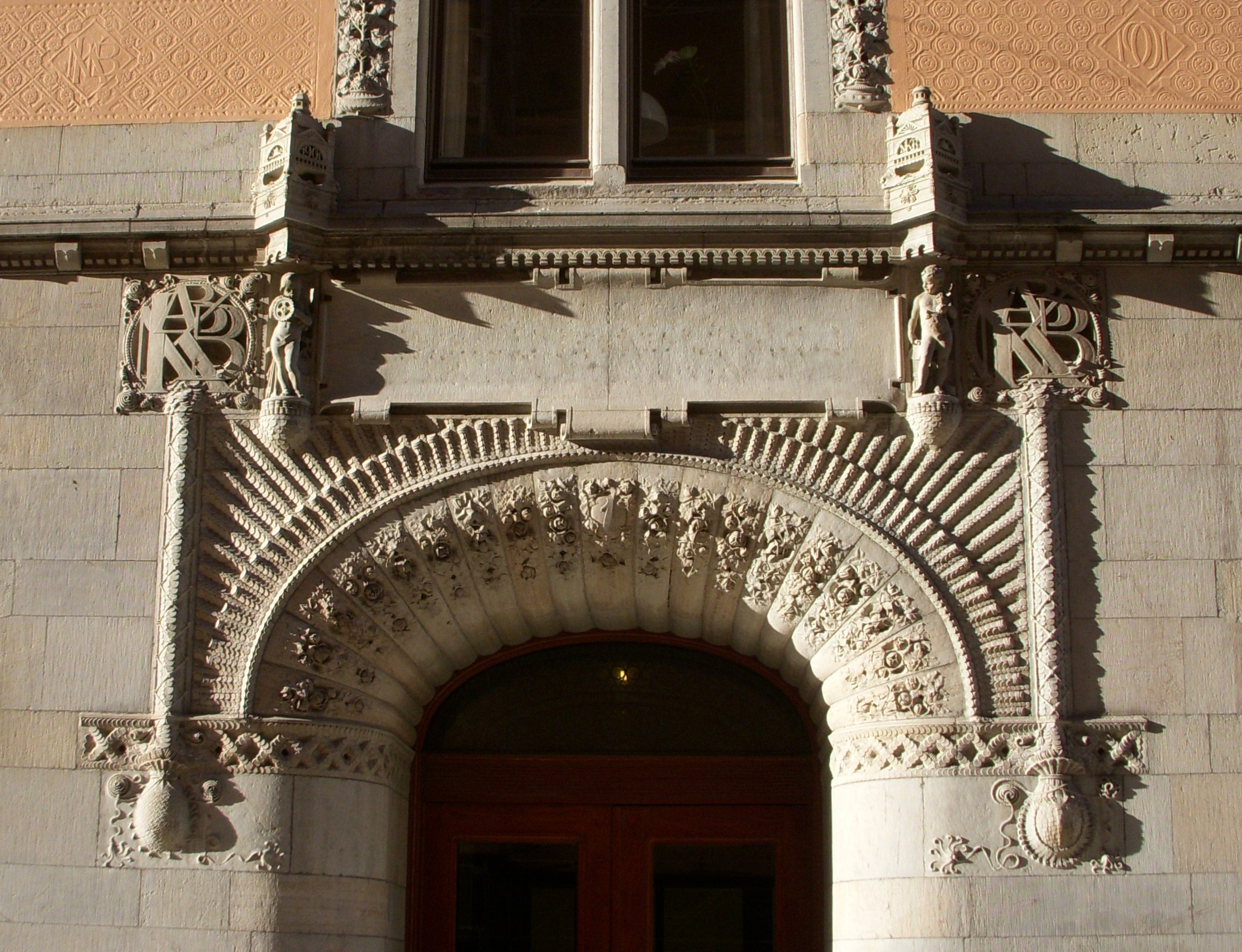
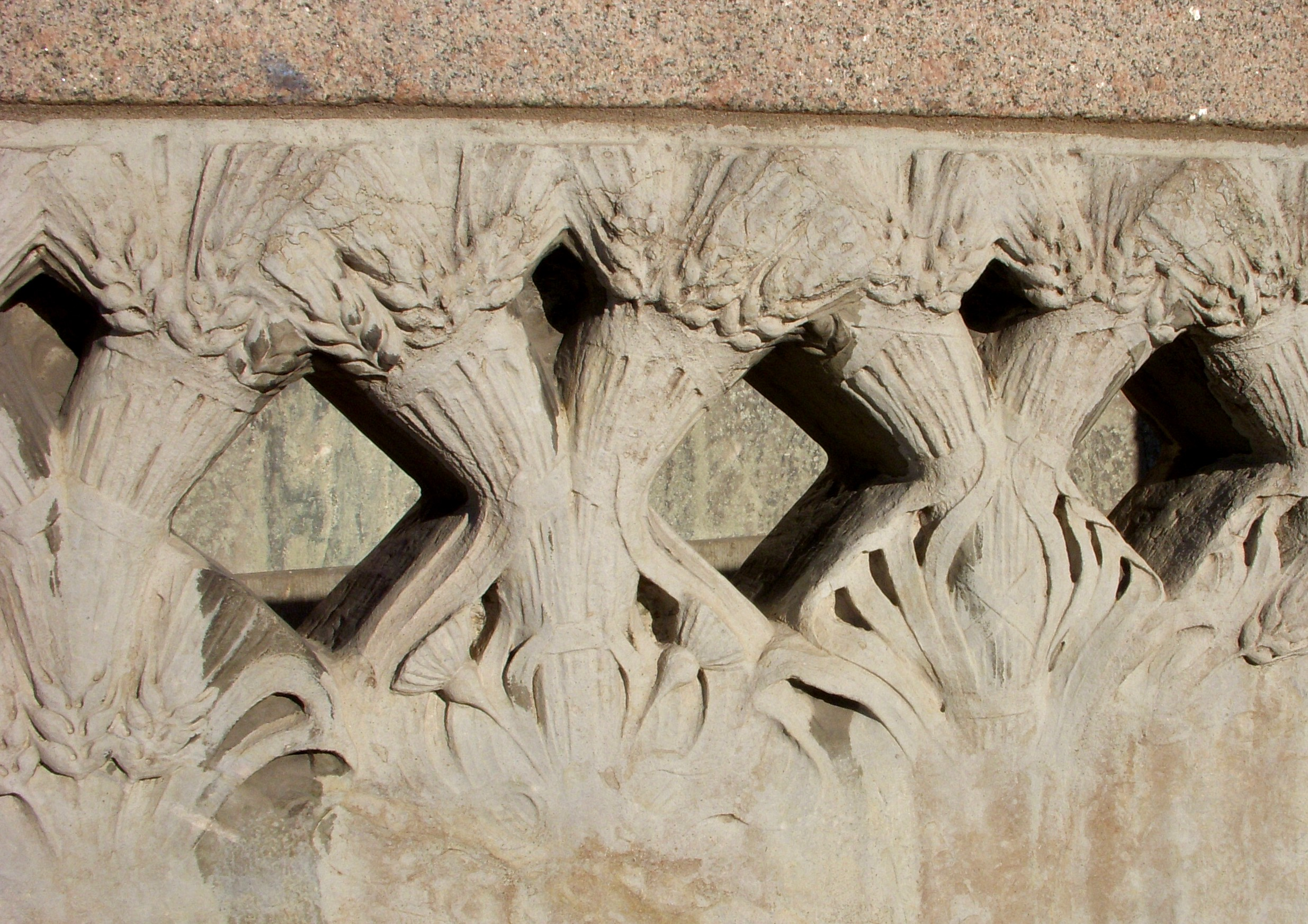
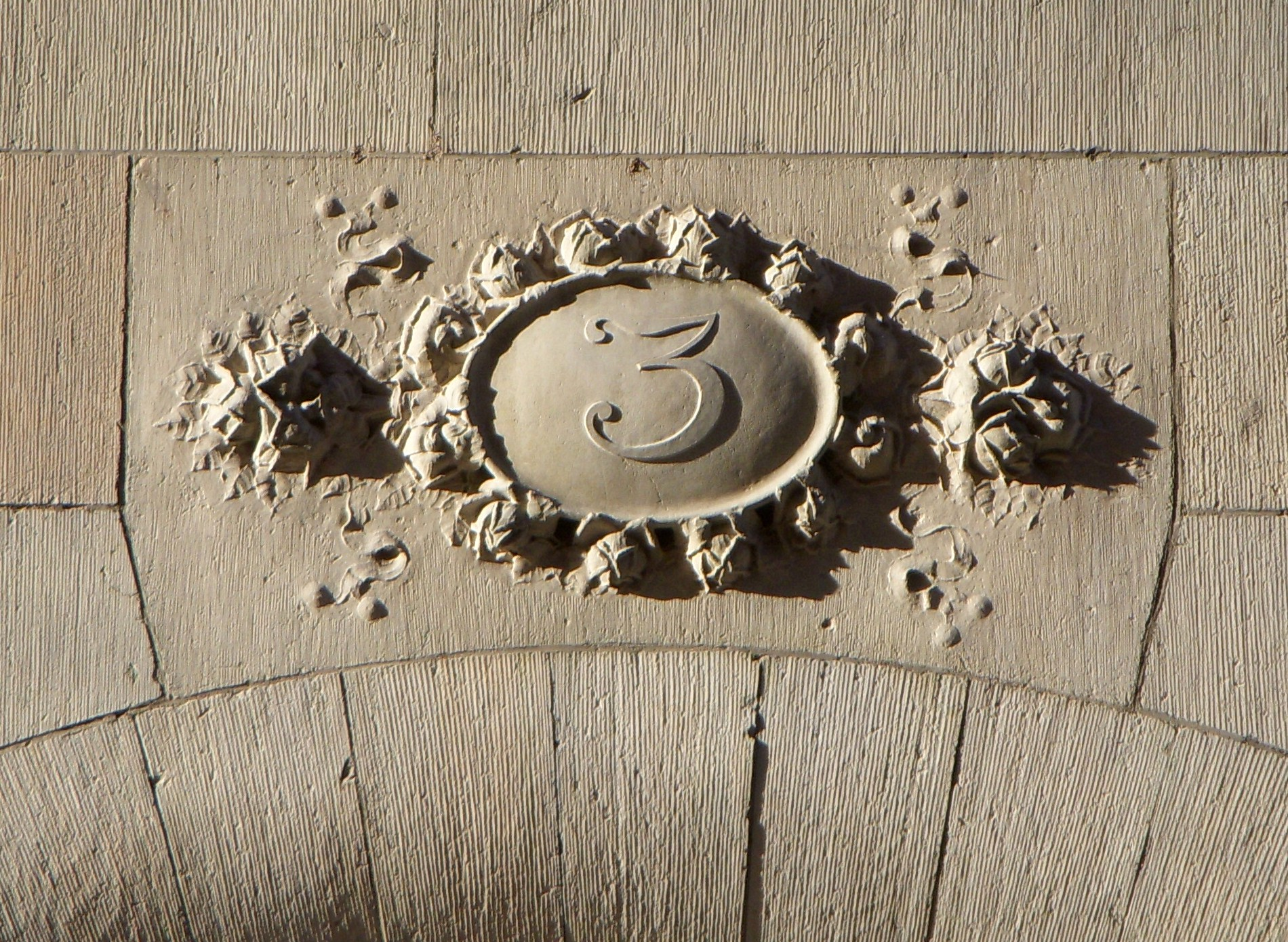
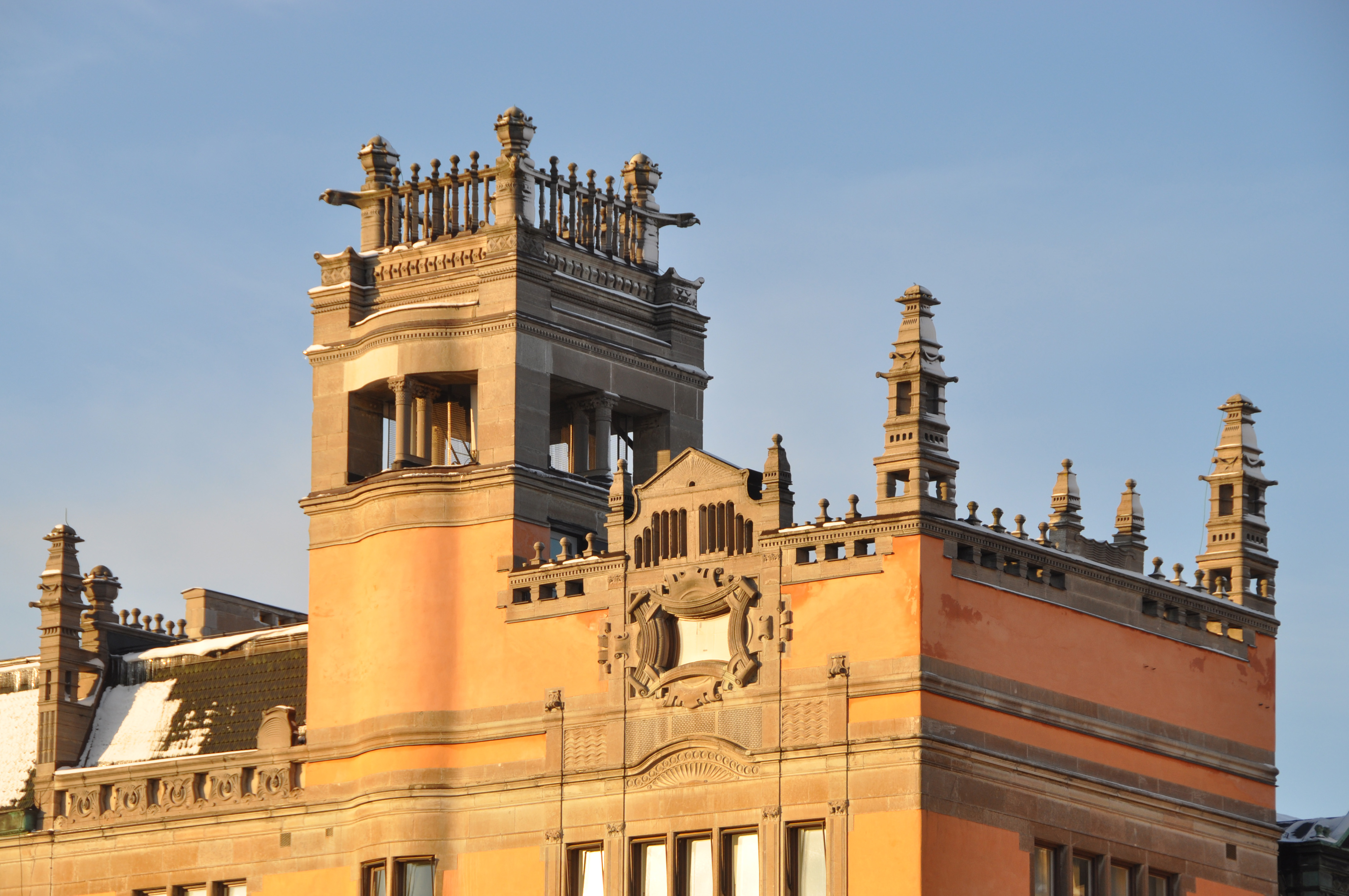

## Приміщення
Bella Venezia — назва прес-центру в Росенбаді. Назва походить від ресторану, який раніше знаходився в Росенбаді.

### Друковані джерела
- Бедуар, Фредрік (2012)[1973]. Стокгольмські будівлі: архітектура та міський пейзаж (5). Стокгольм : Норштедт . с.69 Libris 12348272 . ISBN 978-91-1-303652-6
- Stahre, Nils-Gustaf; Фогельстрьом, Пер Андерс (1986). Назва вулиць Стокгольма: внутрішнє місто . Монографії, видані Стокгольмом (передрук частини 1-го видання). Стокгольм: Liber / Загальні публікації. Libris 7269073 . ISBN 91-38-90777-1
- Olof Hultin ; Ola Österling; Michael Perlmutter (2002) [1998]. Огляд стокгольмської архітектури. Стокгольм: Видавництво архітектури. Libris 8465772 . ISBN 91-86050-58-3
- Ністрем, Маріанна (1999). Триста років у Росенбаді: літопис . Стокгольм: Будинки. / Культура. Libris 7678852 . ISBN 91-7988-180-7 (inb.)